# Richard Dresser
Richard Dresser (1951) è un drammaturgo, sceneggiatore e produttore televisivo statunitense.
Drammaturgo prolifico, rappresentato negli Stati Uniti e anche in Europa, di lui si ricordano la Trilogia sulla felicità in America (Augusta, The Pursuit of Happiness e A View of the Harbor), e le commedie Gun Shy, Something in the Air e Wonderful World, tutte presentate allo Humana Festival di Louisville prima di essere messe in scena off-Broadway.
Dresser si è anche occupato di musical: suo il libretto di Good Vibrations e di Johnny Baseball.  La sua commedia Below the Belt è stata utilizzata come soggetto per il cinema. Nel suo curriculum figurano anche collaborazioni televisive con Bakersfield P.D. e The Job. What are you afraid of?  che nel 2007 è diventato un film per la televisione tedesca. Con la stessa opera, nei 2009, partecipa ai Quartieri dell'Arte.

## Biografia
Cresciuto in Massachusetts, frequentò il college, lavorando in alcune fabbriche nel New England. In seguito, si laureò in comunicazione all'Università della Carolina del Nord, con l'intento di lavorare nel campo della radio. Scoprì il suo talento per la drammaturgia frequentando un corso facoltativo di scrittura drammatica che lo portò a partecipare, vincendolo, un festival universitario.
Prima di arrivare al successo, lavorò come freelance, scrivendo discorsi aziendali e per filmati industriali, specie per ditte farmaceutiche. Le sue prime esperienze lavorative in fabbrica gli ispirarono alcuni lavori teatrali sul mondo operaio (The Downside e Below the Belt).
Dresser visse a New York a partire dal 1980 per poi trasferirsi a Los Angeles nei primi anni novanta con la moglie e il figlio, nato nel 1990. La famiglia ritornò nell'Est nel 2000, stabilendosi nello stato di New York.

## Filmografia

### Sceneggiatore
- 2004 - Below the Belt, regia di Robert M. Young